# كوسم دا سيلفا كامبوس
كوسم دا سيلفا كامبوس (بالبرتغالية: Cosme da Silva Campos‏) هو لاعب كرة قدم برازيلي في مركز الهجوم، ولد في 21 ديسمبر 1952 في Pedro Leopoldo ‏ في البرازيل. شارك مع منتخب البرازيل لكرة القدم. أما مع النوادي، فقد لعب مع أتلتيكو مينيرو وجمعية بورتوغيزا الرياضية ونادي أولاريا أتلتيكو ونادي سانتوس ونادي غواراني ونادي فيروفياريا ونادي ناوتيكو.

## وصلات خارجية
- كوسم دا سيلفا كامبوس على موقع قاعدة بيانات كرة القدم.إي يو (الإنجليزية)
- كوسم دا سيلفا كامبوس على موقع ناشيونال فوتبول تيمز (الإنجليزية)
- كوسم دا سيلفا كامبوس على موقع عالم كرة القدم.نت (الإنجليزية)